# Ajatus (rocznik)
Ajatus (czyli Idea) – fińskie czasopismo filozoficzne wydawane od roku 1926 przez Fińskie Towarzystwo Filozoficzne. Obecnie publikuje artykuły w językach fińskim i szwedzkim, chociaż wcześniejsze numery zawierały publikacje  w językach angielskim i niemieckim. Redaktorem naczelnym jest Juha Räikkä.